# Clinohelea fallax
Clinohelea fallax är en tvåvingeart som beskrevs av Jean-Jacques Kieffer 1917. Clinohelea fallax ingår i släktet Clinohelea och familjen svidknott. Inga underarter finns listade i Catalogue of Life.